# Protection of Children Act 1978
Il Protection of Children Act 1978 è una legge emanata dal Parlamento del Regno Unito nel 1978. Il suo obiettivo è quello di apprestare tutela alla libertà sessuale del fanciullo, reprimendo i comportamenti che mercificano il corpo del bambino.
Il Protection of Children Act del 1978 ha definito "bambini" tutte le persone sotto i 16 anni, modificato poi dal Sexual Offences Act del 2003 che ha alzato lo spartiacque fino ai 18 anni ed ha equiparato pedopornografia alla pornografia minorile.